# Шир, Эндрю
Эндрю Джеймс Шир (англ. Andrew James Scheer; род. 20 мая 1979, Оттава, Онтарио) — канадский политик, лидер Консервативной партии с 27 мая 2017 г. по август 2020 г.
С 2011 по 2015 гг. он занимал должность председателя Палаты общин Канады.

## Биография
Шир изучал историю и политику в Оттавском университете и Университете Реджайны и получил степень бакалавра гуманитарных наук в области криминологии. Будучи студентом, он работал в отделе корреспонденции в офисе лидера оппозиции. Шир также работал в области страхования в Реджайне и в офисе члена Палаты общин Ларри Спенсера. 
В 2004 г. в возрасте 25 лет был впервые избран в парламент от Консервативной партии.
С 2008 по 2011 гг. — заместитель председателя Палаты общин.
С 2011 по 2015 гг. — председатель Палаты общин Канады.
С 2015 по 2016 гг. — лидер оппозиции в Палате общин.
27 мая 2017 был избран лидером Консервативной партии и занял пост лидера официальной оппозиции. 12 декабря 2019 года Шир заявил, что уходит в отставку с поста председателя партии. В августе 2020 г. его сменил Эрин О’Тул.
Женат, имеет пятерых детей.